# Ultimate Force
Ultimate Force est une série télévisée britannique en 21 épisodes créée par Rob Heyland (en) et Chris Ryan, diffusée entre le 16 septembre 2002 et le 25 septembre 2006 sur ITV.
Cette série a été diffusée en Belgique sur la RTBF en 2008 et en France à partir de 2005 sur AB1, NT1,, France 4, Jimmy et Action.

## Synopsis
La série retrace l'histoire d'une unité d'élite du SAS (Special Air Service).

## Distribution
- Ross Kemp (VFB : Arnaud Léonard) : le sergent Henry 'Henno' Garvie
- Miles Anderson : le colonel Aidan Dempsey
- Jamie Draven : le caporal Jamie Dow
- Christopher Fox : Louis Hoffman
- Danny Sapani : le caporal Ricky Mann
- Alex Reid : le capitaine Caroline Walshe
- Tony Curran : le caporal Pete Twamley
- Elliot Cowan : le caporal Jem Poynton
- Jamie Bamber : le lieutenant Dotsy Doheny
- Heather Peace : Becca Gallagher
- Louis Decosta Johnson : Dave Woolston
- Sendhil Ramamurthy : le caporal Alex Leonard
- Derek Horne : Sean Smith
- Jackie Morrison : Laura Twamley
- Nick Hussey : SAS Trooper
- Liam Garrigan : Ed Dwyer
- Sam Callis (en) : le capitaine Patrick Fleming
- Richard Armitage : le capitaine Ian Macalwain
- Lucy Akhurst (en) : Pru Banks
- Hannah Yelland (en) : Kathy Crampton
- Chris Ryan : le sergent Johnny Bell
- Tobias Menzies : Box 500
- Liz White : Beth Dow
- Paul Broughton : Conrad Boyd
- Scott Moutter : Peter Dow
- Danielle King : Bar Girl
- Jamie Michie : Finn Younger
- Alex Caan : Hassan
- Adam Fogerty : Rostrum
- Goran Kostic : Eli
- Anna-Louise Plowman : Braun
- Christopher Simon (en) : Samir
- Laurence Fox : le caporal Mick Sharp
- Pascal Langdale : LeCompte
- Caroline Trowbridge : Brenda
- Peter Vollebregt : Willem Montagne

 Source et légende : version française (VF) sur RS Doublage

## Épisodes

### Première saison (2002)
| N° | #  | Titre                                           | Réalisation       | Scénario                 | Première diffusion                                             |
| -- | -- | ----------------------------------------------- | ----------------- | ------------------------ | -------------------------------------------------------------- |
| 01 | 01 | Première mission The Killing House              | Diarmuid Lawrence | Rob Heyland              | Royaume-Uni : 16 septembre 2002 sur ITV (chaîne de télévision) |
|    |    |                                                 |                   |                          |                                                                |
| 02 | 02 | La cible Just a Target                          | Diarmuid Lawrence | Rob Heyland              | Royaume-Uni : 18 septembre 2002 sur ITV (chaîne de télévision) |
|    |    |                                                 |                   |                          |                                                                |
| 03 | 03 | La loi du plus fort Natural Selection           | Tom Clegg         | Rob Heyland              | Royaume-Uni : 25 septembre 2002 sur ITV (chaîne de télévision) |
| 04 | 04 | Attaque au virus Breakout                       | Tom Clegg         | Rob Heyland Julian Jones | Royaume-Uni : 2 octobre 2002 sur ITV (chaîne de télévision)    |
|    |    |                                                 |                   |                          |                                                                |
| 05 | 05 | L'embuscade The Killing of a One-Eyed Bookie    | Tim Leandro       | Len Collin               | Royaume-Uni : 9 octobre 2002 sur ITV (chaîne de télévision)    |
|    |    |                                                 |                   |                          |                                                                |
| 06 | 06 | Mission officieuse Something to Do with Justice | Tim Leandro       | Rob Heyland              | Royaume-Uni : 12 octobre 2002 sur ITV (chaîne de télévision)   |
|    |    |                                                 |                   |                          |                                                                |

### Deuxième saison (2003)
| N° | #  | Titre                                              | Réalisation       | Scénario    | Première diffusion                                           |
| -- | -- | -------------------------------------------------- | ----------------- | ----------- | ------------------------------------------------------------ |
| 01 | 01 | Escapade nocturne Communication                    | Tim Leandro       | Rob Heyland | Royaume-Uni : 18 juin 2003 sur ITV (chaîne de télévision)    |
|    |    |                                                    |                   |             |                                                              |
| 02 | 02 | La bavure Mad Dogs                                 | Jeremy Webb       | Rob Heyland | Royaume-Uni : 25 juin 2003 sur ITV (chaîne de télévision)    |
|    |    |                                                    |                   |             |                                                              |
| 03 | 03 | Les soldats d'Avalon Wannabes                      | Tim Leandro       | Len Collin  | Royaume-Uni : 2 juillet 2003 sur ITV (chaîne de télévision)  |
| 04 | 04 | La liste The List                                  | Jeremy Webb       | Len Collin  | Royaume-Uni : 9 juillet 2003 sur ITV (chaîne de télévision)  |
|    |    |                                                    |                   |             |                                                              |
| 05 | 05 | Opération Oméga What in the name of God...         | Richard Holthouse | Rob Heyland | Royaume-Uni : 16 juillet 2003 sur ITV (chaîne de télévision) |
|    |    |                                                    |                   |             |                                                              |
| 06 | 06 | Ami d'un jour, traître de toujours Dead is Forever | Richard Holthouse | Rob Heyland | Royaume-Uni : 23 juillet 2003 sur ITV (chaîne de télévision) |
|    |    |                                                    |                   |             |                                                              |

### Troisième saison (2005)
| N° | #  | Titre                                 | Réalisation       | Scénario    | Première diffusion                                           |
| -- | -- | ------------------------------------- | ----------------- | ----------- | ------------------------------------------------------------ |
| 01 | 01 | Femme fatale Deadlier Than the Male   | Richard Holthouse | Rob Heyland | Royaume-Uni : 8 janvier 2005 sur ITV (chaîne de télévision)  |
|    |    |                                       |                   |             |                                                              |
| 02 | 02 | Mission secrète Never Go Back         | Richard Holthouse | Rob Heyland | Royaume-Uni : 15 janvier 2005 sur ITV (chaîne de télévision) |
|    |    |                                       |                   |             |                                                              |
| 03 | 03 | Bombe à l'italienne The Class of 1980 | Tim Leandro       | Len Collin  | Royaume-Uni : 23 janvier 2005 sur ITV (chaîne de télévision) |
| 04 | 04 | Arme de choix Weapon of Choice        | Mark Roper        | Len Collin  | Royaume-Uni : 7 mai 2005 sur ITV (chaîne de télévision)      |
|    |    |                                       |                   |             |                                                              |

### Quatrième saison (2006)
| N° | #  | Titre                                 | Réalisation       | Scénario         | Première diffusion                                         |
| -- | -- | ------------------------------------- | ----------------- | ---------------- | ---------------------------------------------------------- |
| 01 | 01 | La relève Changing of the Guard       | Mark Roper        | Charlie Fletcher | Royaume-Uni : 29 avril 2006 sur ITV (chaîne de télévision) |
|    |    |                                       |                   |                  |                                                            |
| 02 | 02 | Mission a bogota Charlie Bravo        | Richard Holthouse | Rob Heyland      | Royaume-Uni : 6 mai 2006 sur ITV (chaîne de télévision)    |
| 03 | 03 | Cohabitation virile The Dividing Line | Laurence Moody    | Alan Whiting     | Royaume-Uni : 13 mai 2006 sur ITV (chaîne de télévision)   |
|    |    |                                       |                   |                  |                                                            |
| 04 | 04 | Solutions radicales Violent Solutions | Mark Roper        | Charlie Fletcher | Royaume-Uni : 20 mai 2005 sur ITV (chaîne de télévision)   |
|    |    |                                       |                   |                  |                                                            |
| 05 | 05 | Danger sur la ville Slow Bomb         | Laurence Moody    | Charlie Fletcher | Royaume-Uni : 27 mai 2005 sur ITV (chaîne de télévision)   |
|    |    |                                       |                   |                  |                                                            |